# شهرستان لیژ
شهرستان لیئژ (به فرانسوی: Liège) در استان لیئژ  در منطقه فدرال والوون در کشور بلژیک واقع شده‌است.

## شهرها
1. آن
2. اوان
3. ایوای
4. بن-یوزه
5. بسانژ
6. بلونی
7. شوفونتن
8. کومبلن-او-پون
9. دلم
10. اسنو
11. فلمل
12. فلرون
13. گرس-اولونی
14. ارستل
15. ژوپرل
16. لیژ
17. نوپره
18. اوپئی
19. سن-نیکولا
20. سرن
21. سومنی
22. سپیرمون
23. تروز
24. ویزه